# Garanzini
Veros, Garanzini-JAP en Garanzini zijn Italiaanse historische merken motorfietsen van dezelfde fabrikant. Onder de naam "Garanzini" werden ook auto's geproduceerd.
De bedrijfsnaam was Fabbrica Automobili Oreste Garanzini, Milano.

## Historie
Oreste Garanzini was een Italiaanse wielrenner, maar ook technicus en enthousiast motorrijder. Na de Eerste Wereldoorlog werd hij importeur van het Britse motorfietsmerk Verus.

### Veros motorfietsen
Garanzini bouwde enkele 350cc-machines om tot wegracer en doopte ze om tot "Veros". In 1921 werd hij met een dergelijke Veros kampioen van Italië in de 350cc-klasse. In dat jaar verschenen er ook twee geheel eigen modellen. Als eerste de Veros 350 Sport met een eencilinder zijklepmotor, Marelli-magneetmagneetontsteking, een halfautomatisch smeersysteem, een zelf ontwikkelde Veros-carburateur, kettingaandrijving, twee versnellingen en een schommelvoorvork. Het andere model was een luxe uitvoering van de Sport, met drie versnellingen, grotere wielen en een oliebadkettingkast.

### Garanzini-JAP en Garanzini motorfietsen
In 1922 veranderde de merknaam in Garanzini-JAP. Er verscheen dan ook een 350 cc-model met JAP-motorblok. Korte tijd later verdween de naam JAP zodat de machines alleen nog Garanzini genoemd werden. Er werden vanaf dat moment ook 248- tot 498cc-JAP- en Blackburne zij- en kopklepmotoren en 147- tot 247cc-Villiers-tweetaktmotoren ingebouwd.
Garanzini verwierf een grote naam in de Italiaanse racewereld. In 1923 kwamen bij de Grote Prijs van Monza twee 350cc-modellen aan de start, één met drie kopkleppen en één met vier kopkleppen. Beide motorblokken kwamen van JAP.
Terwijl het Engelse merk Verus in 1925 van de markt verdween, werden de Veros-machines in Italië steeds populairder dankzij de overwinningen van Oreste Garanzini en Virgilio Fieschi. In dat jaar had men een 250cc-eencilinder sportmodel met kopkleppen, een 300cc-zijklepper en nog steeds de 350cc-sport- en luxemodellen met zijklepmotor. De 350cc-Super Sport had een koplepmotor. Van de Sport- en luxemachines verschenen ook 500cc-versies en er kwam zelfs een 615cc-tweecilinder. In 1926 leverde men Standard-, Sport- en Supersportmodellen van 250- tot 680 cc. Vooral twee 250cc-modellen waren bijzonder: de 250 CTO had een oliegekoelde cilinderkop met een bovenliggende nokkenas die door een koningsas werd aangedreven. Deze machine leverde 12 pk bij 7.000 tpm. De 250 CTA had ook een bovenliggende nokkenas, maar die werd door een ketting aangedreven. De ontstekingsmagneet diende tevens als nokkenaskettingspanner. Tijdens de show van Milaan presenteerde Garanzini bovendien een 175cc-model met bovenliggende nokkenas. In 1927 kwamen er nieuwe uitvoeringen van de 250cc-modellen plus een 350cc-modell met een JAP-zijklepmotor. In 1929 produceerde men diverse modellen met Villiers- en JAP-motoren, maar in 1930 kwamen er geen nieuwe modellen meer en in 1931 werd de productie beëindigd.

### Garanzini auto's
In 1924 zette Oreste Garanini ook een kleine werkplaats voor de productie van automobielen op. Het enige model was een kleine auto met een 1.200cc-viercilindermotor die 10 pk leverde. Dit model had al onafhankelijke wielophanging, maar er werden er weinig geproduceerd en in 1926 werd de productie beëindigd.